# Nikolai Berezutski
Nikolai Berezutski   (Donetsk, 22 de març de 1937 - Sant Petersburg, 20 de desembre de 2022) és un atleta ucraïnès, especialista en curses de tanques, que va competir sota bandera de la Unió Soviètica durant les dècades de 1950 i 1960.
En el seu palmarès destaca una medalla de bronze en la prova dels 110 metres tanques del Campionat d'Europa d'atletisme de 1962; Va ser subcampió al campionat soviètic dels 110 metres tanques el 1960 i medalla de bronze el 1962 i 1963.
El 1960 va prendre part en els Jocs Olímpics d'Estiu de Roma, on va quedar eliminat en sèries en la cursa dels 110 metres tanques del programa d'atletisme.

## Millors marques
- 110 metres tanques. 14.1" (1960)[3]